# Narathura everetti
Narathura everetti är en fjärilsart som beskrevs av Evans 1957. Narathura everetti ingår i släktet Narathura och familjen juvelvingar. Inga underarter finns listade i Catalogue of Life.